# Proxima Fusion
Proxima Fusion wurde 2023 als Privatunternehmen aus dem Max-Planck-Institut für Plasmaphysik ausgegliedert. Seitdem arbeitet es in öffentlich-privater Partnerschaft an den physikalischen und technischen Grundlagen von kommerziell einsetzbaren Kernfusionsreaktoren mit quasi-isodynamischen Stellaratoren. Proxima Fusion nutzt verstärkt Simulationsmodelle und Hochtemperatursupraleiter und nutzt dabei die Ergebnisse des Experiments Wendelstein 7-X.
In einem Stellarator wird die Fusion mittels magnetischem Einschlusses in einer torusförmigen Reaktorkammer gehalten und in 100 Mio. °C heißem Plasma erreicht. Nur unter diesen Bedingungen wird die Abstoßung zweier positiv geladener Wasserstoff-Atomkerne überwunden und eine Verschmelzung zu einem Helium-Kern kann stattfinden.

## Unternehmen
Anfang 2024 sammelte Proxima Fusion in einer Finanzierungsrunde 20 Mio. Euro unter anderem von der Schweizer Venture-Kapital-Firma Redalpine.
Im Dezember 2024 erhielt Proxima Fusion 6,5 Mio. Euro vom Bundesministerium für Bildung und Forschung für die Zusammenarbeit mit der Universität Bonn, dem Forschungszentrum Jülich und der Technischen Universität München im Bereich KI für die Fusionsforschung.
Mitbegründer und Chief Operating Officer, Lucio Milanese, trat im Januar 2025 den Vorstand der Fusion Industry Association an. Die Fusion Industry Association ist eine gemeinnützige Organisation, die sich aus privaten Unternehmen zusammensetzt, die daran arbeiten, die kommerzielle Fusionsenergie durch Interessenvertretung und Aufklärung zu entwickeln.

## Beitrag zur Fusionsforschung
Mit dem VMEC++ veröffentlichte Proxima Fusion eine moderne Version des Variational Moments Equilibrium Code (VMEC) unter der Open-Source-Lizenz. VMEC++ ist ein neues Werkzeug für die nächste Generation von Stellaratoren.
Unter dem Namen Stellaris veröffentlichte Proxima Fusion ein Konzept eines Stellerators. Es basiert auf dem Wendelstein 7-X und nutzt unter anderem Fortschritte bei Feldspulen aus Hochtemperatur-Supraleitern. Diese Magnete erzeugen ein stärkeres Feld, sodass sie kleiner ausfallen können. So soll eine erhebliche Verkleinerung gegenüber früheren Stellarator-Konzepten ermöglicht werden. Der konzipierte Reaktor soll 23 Meter Durchmesser haben und ein Gigawatt elektrische Leistung erzeugen. Das wäre vergleichbar mit der Leistung des stillgelegten Kernkraftwerks Isar-2 oder der von knapp 70 Offshore-Windkraftanlagen.